# Menaut de Favars
Menaut de Favars (segle xv) fou un mercenari gascó que va participar en el bàndol urgellista durant la Revolta del comte d'Urgell
Va participar al costat del príncep Enric d'Anglaterra a la Guerra dels Cent Anys. La seva companya, juntament amb la del genovès Basili de Gènova atacaven des de la base del castell de Loarre, controlada per Anton de Luna i Jèrica, els voltants d'Osca prenent el Castell de Montearagón i Albizanda i les viles de Trasmoz i Embún, i no podent prendre la vila de l'Aïnsa. A la mort d'Enric IV d'Anglaterra el març de 1413 va haver de tornar a Anglaterra acompanyant Enric V d'Anglaterra per la coronació.